# St. Peters (Missouri)
St. Peters – miasto w Stanach Zjednoczonych, w stanie Missouri, w hrabstwie St. Charles.